# 6379 Vrba
A 6379 Vrba (ideiglenes jelöléssel 1987 VA1) a Naprendszer kisbolygóövében található aszteroida. Antonín Mrkos fedezte fel 1987. november 15-én.